# Taxithelium petrophilum
Taxithelium petrophilum är en bladmossart som beskrevs av Robert Statham Williams 1914. Taxithelium petrophilum ingår i släktet Taxithelium och familjen Sematophyllaceae. Inga underarter finns listade i Catalogue of Life.